# 맥코넬박쥐
맥코넬박쥐(Mesophylla macconnelli)는 주걱박쥐과에 속하는 박쥐의 일종이다. 맥코넬박쥐속(Enchisthenes)의 유일종이다. 남아메리카와 중앙아메리카에서 발견된다.

## 특징
작은 박쥐로 몸통 길이가 43~52mm이고 전완장이 29~33mm이다. 발 길이가 8~12mm, 귀 길이가 12~15mm이고 몸무게는 최대 8g이다. 털이 무성하고 촘촘하다. 머리와 등 앞 쪽은 갈색빛 흰색이지만 엉덩이 쪽은 좀더 갈색빛을 띤다. 배 쪽은 희끄무레한 노랑이다. 잎코는 밝은 노랑이다. 핵형은 2n=21~22, FN=20이다.

## 생태
어린 야자나무 잎을 둥글게 말아 은신처를 만들고 최대 8마리까지 무리를 5~6개월 동안 생활한다. 암컷은 새끼와 함께 생활한다. 먹이는 열매이다. 1~3월과 5월, 7~8월에 새끼를 밴 암컷이 포획되지만 6~10월에는 젖을 먹이는 모습이 관찰된다. 한 번에 한 마리의 새끼를 낳는다.

## 분포 및 서식지
니카라과부터 중앙아메리카와 남아메리카의 아마존강 분지까지 널리 분포한다. 해발 최대 1,100m 이하에서 냇가와 기타 습윤 환경의 상록수 성숙림에 서식한다.

## 아종
2종의 아종이 알려져 있다.
- M. m. macconnelli - 니카라과 남부, 코스타리카, 파나마, 콜롬비아, 베네수엘라, 가이아나, 수리남, 프랑스령 기아나, 에콰도르, 페루, 볼리비아 북부, 브라질 북부와 중부, 서부
- M. m. flavescens (Goodwin & Greenhall, 1962) - 트리니다드섬